# Nintendo SA-1

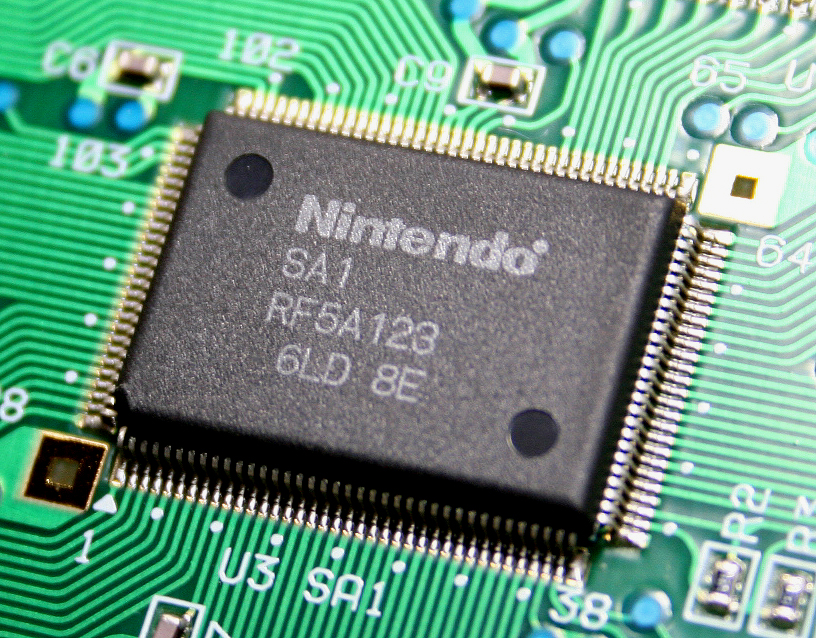
Nintendo SA-1

Nintendo SA-1 är en hårdvaruaccelerator bestående av en processor som byggs in i spelkassetter avsedda för användning på en Super NES som på så sätt kan utnyttja en större beräkningskapacitet. Denna processor som är en utökad variant av en annan processor som heter WDC 65816 och kan köras oberoende av den redan inbyggda processorn i själva spelkonsolen som heter 5A22. Spelkassetter utrustade med denna processor kan köras med en klockfrekvens på 10MHz vilket är snabbare än den frekvens på 3.58MHz som den inbyggda processorn använder sig av.